# دونالد بی ردفورد
دونالد بی ردفورد (انگلیسی: Donald B. Redford؛ زادهٔ ۲ سپتامبر ۱۹۳۴) انسان‌شناس، باستان‌شناس، و استاد دانشگاه در زمینه مصرشناسی اهل کانادا است.
ردفورد برنده سال ۱۹۹۳ برای بهترین کتاب علمی در باستان‌شناسی بود که توسط انجمن باستان‌شناسی کتاب مقدس برای کارش مصر، کنعان و اسرائیل در دوران باستان اعطا شد.
او در این کتاب استدلال می‌کند که تجارب هیکسوس‌ها در مصر به پایهٔ مرکزی اسطوره‌ها در فرهنگ کنعان تبدیل شد و به داستان موسی منجر شد. او همچنین استدلال می‌کند که تقریباً تمام جزئیات نام‌شناسی در داستان خروج بنی‌اسرائیل از مصر منعکس‌کننده شرایط مصر از دوره دودمان بیست و ششم مصر، یعنی دوره سائیس است نه زودتر و قدیمی تر از قرن هفتم قبل از میلاد. ردفورد استدلال می‌کند که هر کسی که این جزئیات را به نویسنده کتاب خروج ارائه کرده باشد، زودتر از آن تاریخ به مطالب مصری دسترسی نداشته‌است.